# Palacio de Justicia del Condado de Essex
El Palacio de Justicia del Condado de Essex (en inglés, Essex County Courthouse) está ubicado en Newark (Estados Unidos). Fue construido en 1904 y se agregó al Registro Nacional de Lugares Históricos el 26 de junio de 1975.

## Diseño e historia
El edificio fue diseñado por Cass Gilbert y tiene una rotonda de cuatro pisos rematada con un tragaluz Tiffany. Presenta obras de arte de algunos de los artistas más conocidos del período del Renacimiento estadounidense incluido Lincoln sentado de Gutzon Borglum.
Originalmente albergaba todas las funciones del condado, incluidos los tribunales; la oficina del alguacil; una biblioteca de derecho; y sustitutos, propietarios libres y espacio administrativo.
En los años 1960 se construyó un anexo sobre una colina con un amplio tramo de escaleras que ascienden a un pórtico sostenido por ocho columnas corintias. La figura de la Justicia con túnica, esculpida por Andrew J. O'Conner, está entronizada sobre el vértice del frontón de mármol del edificio. El interior del edificio está dominado por una rotonda y cuenta con murales alegóricos.
Tras años de abandono y deterioro, fue reinaugurado el 29 de diciembre de 2004, luego de un proyecto de restauración y renovación de 50 millones de dólares.
En 2005, el Fideicomiso Nacional para la Preservación Histórica le otorgó su "Premio Nacional de Honor a la Preservación".
El complejo del juzgado se amplió en 2021 para incluir el edificio judicial Dr. Martin Luther King

## Galería

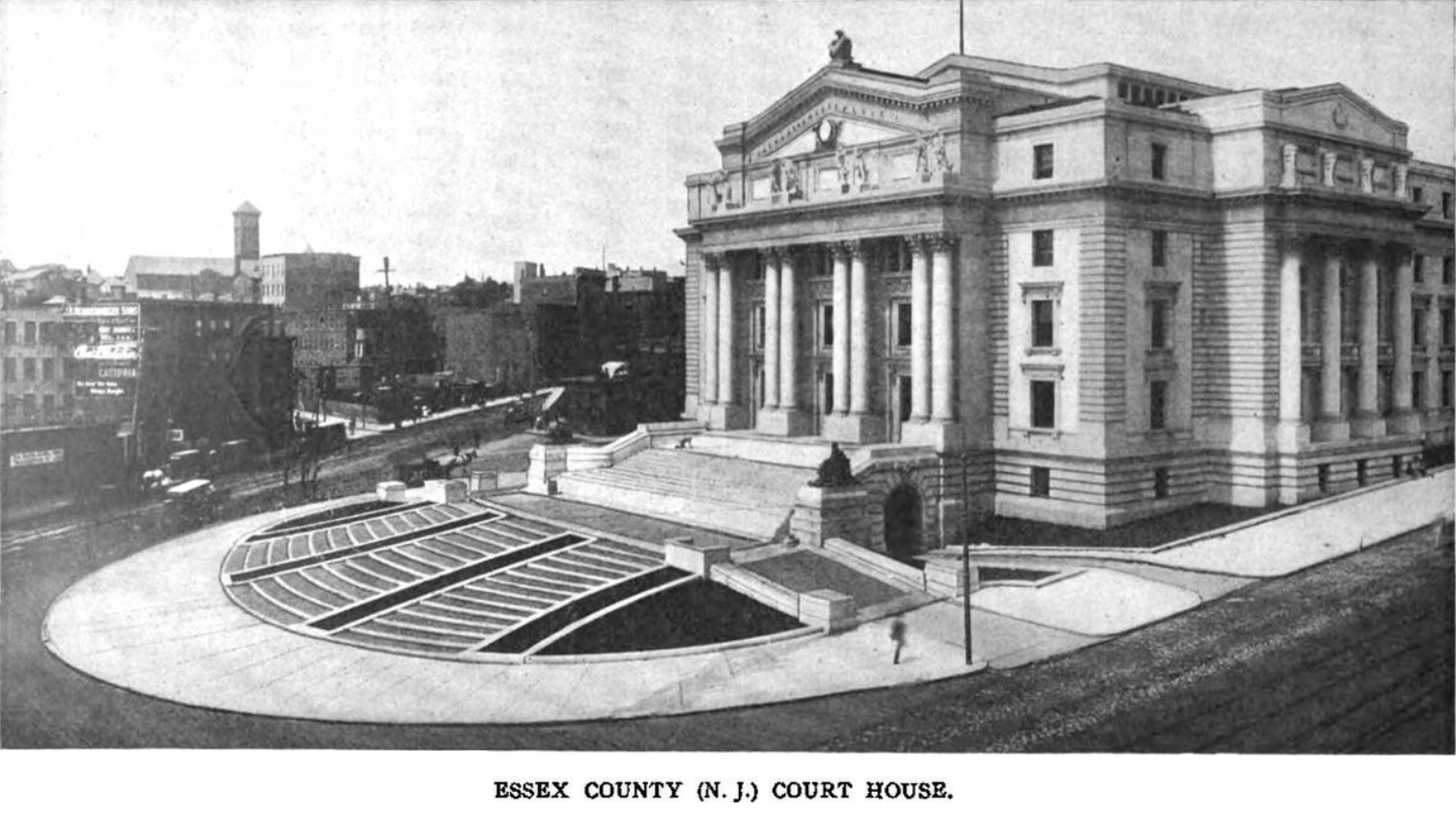
El palacio de justicia en 1907
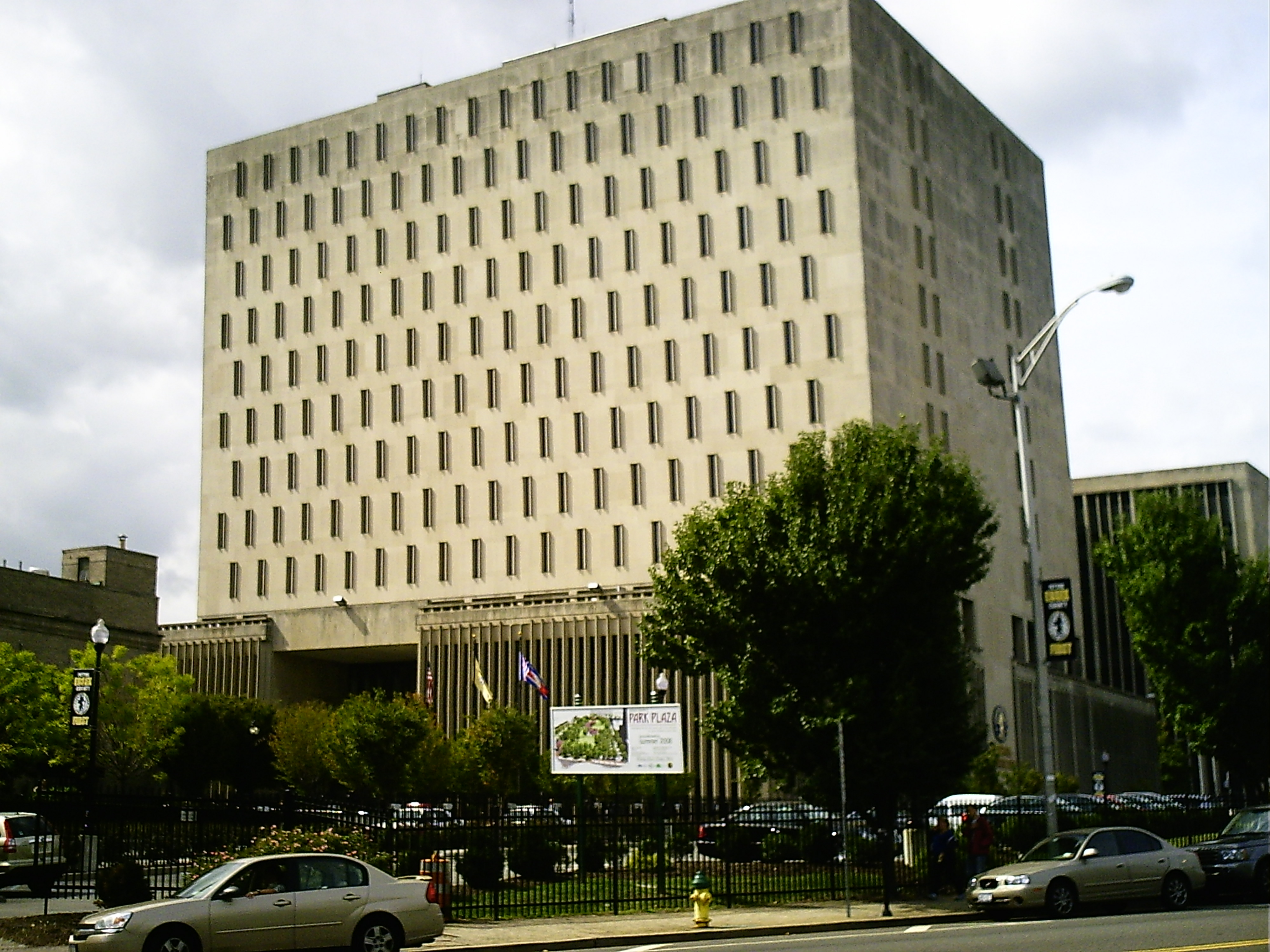
Anexo detrás del palacio de justicia
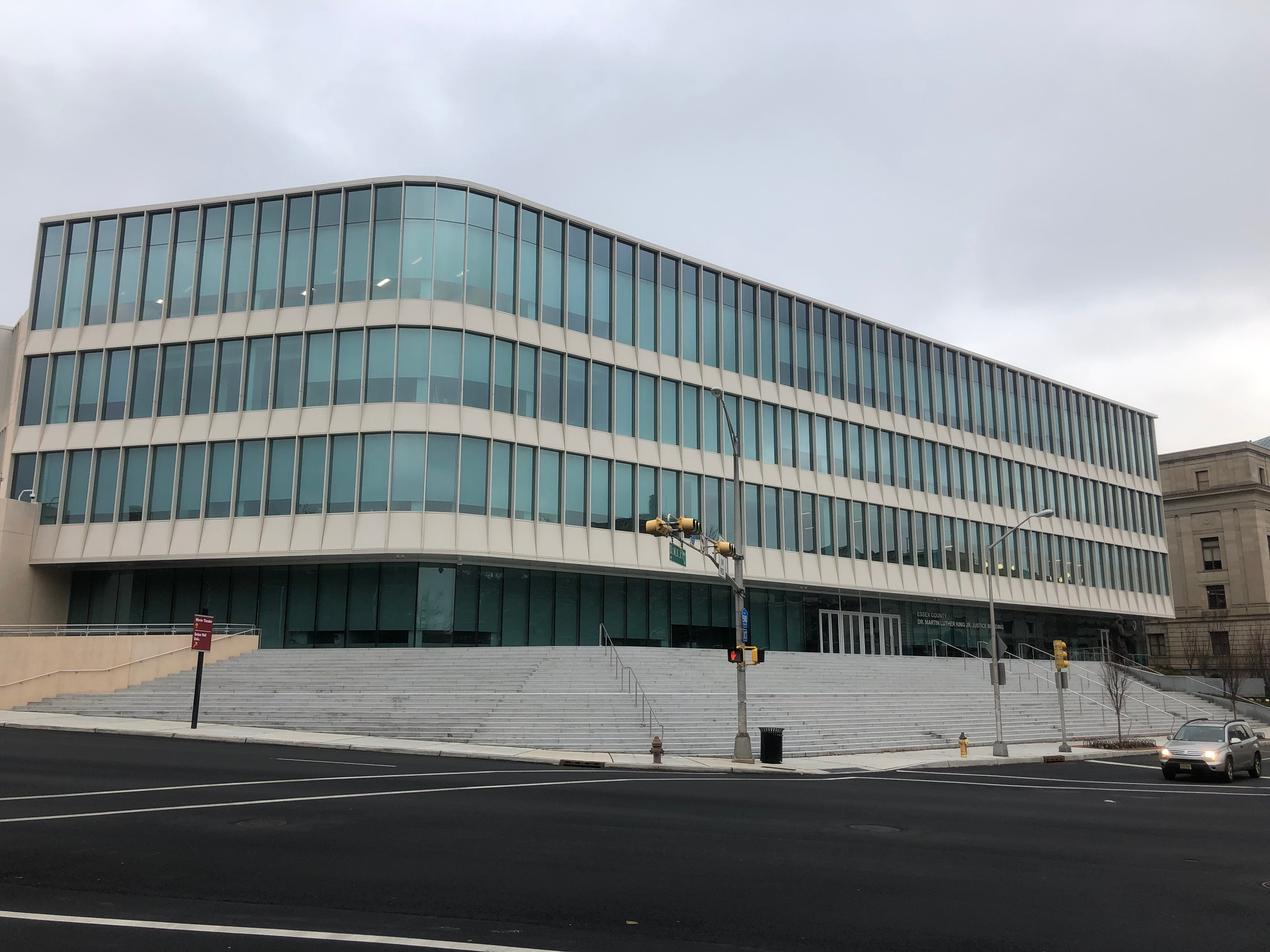
Edificio Judicial Martin Luther King, Jr., de 2021
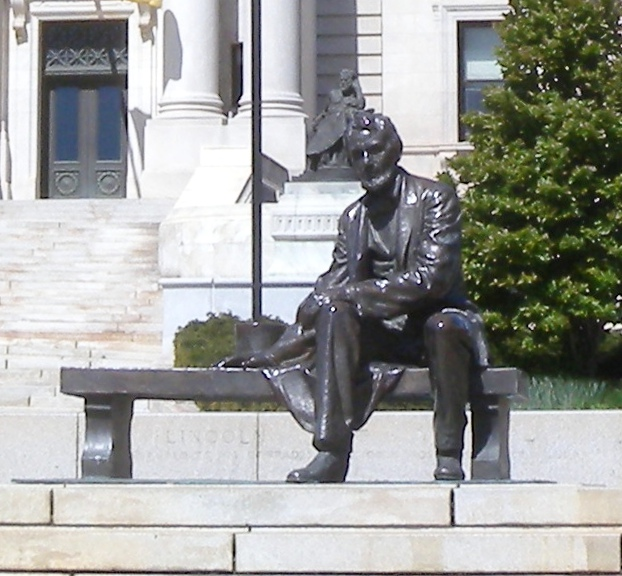
Lincoln sentado (1911), de Gutzon Borglum